# Пам'ятник воїнам-інтернаціоналістам (Петровський район, Донецьк)

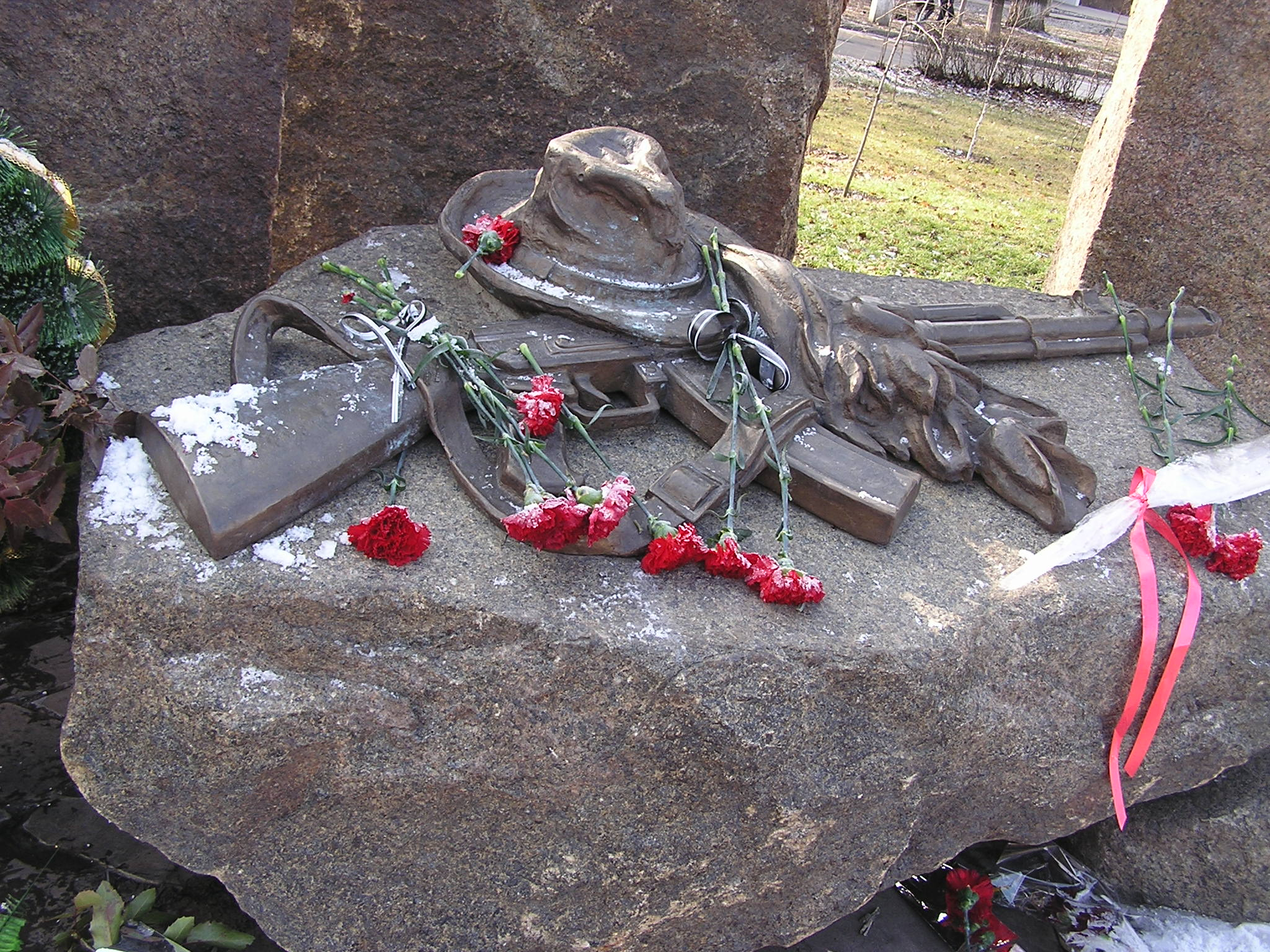

Пам'ятник загиблим воїнам-інтернаціоналістам знаходиться в Петровському районі Донецка. Присвячений мешканцям району, які не повернулися з війни в Афганістані, до кінця виконавши свій військовий борг і присягу. Автором пам'ятника є скульптор, член Національної спілки художників України Віктор Піскун.